# Holger Salin
Holger Salin (* 18. September 1911; † 1943 oder 1944) war ein finnischer Fußballspieler.
Salin spielte für Helsingfors IFK. Für diesen Verein erzielte er in 136 Spielen in der Mestaruussarja 101 Tore und gewann die finnische Meisterschaft in den Jahren 1930, 1931, 1934 und 1937. 1930 wurde er zusammen mit Olof Strömsten von Kronohagens IF der erste Torschützenkönig der neu eingeführten Mestaruussarja. 1931 wurde er mit elf Toren in sieben Spielen erneut Torschützenkönig.
Für die finnische Nationalmannschaft absolvierte Salin zwischen 1931 und 1943 22 Länderspiele und erzielte dabei vier Tore. Sein letztes Länderspiel bestritt er am 3. Oktober 1943 gegen Schweden (1:1).
Salin fiel nach diesem Länderspiel 1943 oder 1944 im Alter von 32 Jahren im Fortsetzungskrieg.